# Daniël Kagchelland
Daniël Marinus Johannes Kagchelland (Róterdam, 25 de marzo de 1914-La Haya, 24 de diciembre de 1998) fue un deportista neerlandés que compitió en vela en la clase O-Jolle. Participó en los Juegos Olímpicos de Berlín 1936, obteniendo una medalla de oro en la clase O-Jolle.

## Palmarés internacional
| Juegos Olímpicos | Juegos Olímpicos  | Juegos Olímpicos | Juegos Olímpicos |
| Año              | Lugar             | Medalla          | Clase            |
| ---------------- | ----------------- | ---------------- | ---------------- |
| 1936             | Berlín (Alemania) | Medalla de oro   | O-Jolle          |